# Cladochaeta spectabilis
Cladochaeta spectabilis är en tvåvingeart som beskrevs av David Grimaldi och Nguyen 1999. Cladochaeta spectabilis ingår i släktet Cladochaeta och familjen daggflugor.
Artens utbredningsområde är Ecuador. Inga underarter finns listade i Catalogue of Life.